# Neogastropoda
Los neogasterópodos o neogastrópodos (Neogastropoda) son un orden de gasterópodos prosobranquios, junto Archaeogastropoda y Mesogastropoda. Los miembros de este orden son similares a los del orden Mesogastropoda debido a que presentan una sola ctenidia monopectinada, una aurícula y un nefridio y poseen un aparato reproductor complejo. Se diferencian en la rádula que posee tres dientes por hilera transversal (tipo raquiglosa), además de presentar un osfradio bipectinado. Todos los miembros de este orden son caracoles marinos, generalmente carnívoros o carroñeros.

## Morfología General
Los miembros de este orden, al igual que los Mesogastropoda, se caracterizan por presentar una sola aurícula, un solo ctenidio (branquia) monopectinado, un solo nefridio y un sistema reproductor complejo en el que los sexos están separados, los machos presentan órgano copulador. Entre las características propias del orden destacan la presencia de un opérculo córneo y espirilado, manto con un sifón el cual pasa por una ranura de la abertura de la concha (canal sifonal) y el osfradio es bipectinado. El sistema radular es de tipo raquidogloso, el sistema nervioso es concentrado. Los Neogastropoda posen conchas fuertes y sólidas por lo regular de tamaño grandes, con esculturas diversas y presentan canal sifonal prominente. Casi la totalidad de sus representantes son marinos con la excepción de algunos estuarinos.

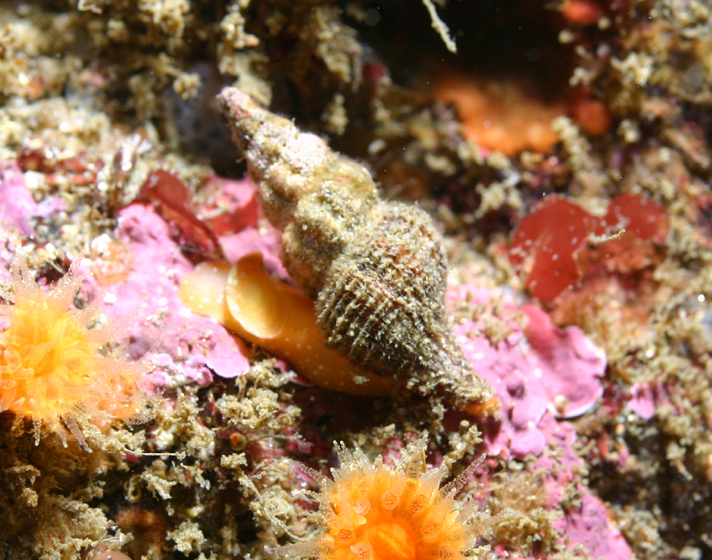
Fusinus monksae

## Taxonomía y Sistemática
El orden está constituido por tres superfamilias y vientidós familias, todos los miembros son marinos. 

### Descripción de las principales superfamilia
- Superfamilia Muricacea: Caracterizada por presentar conchas cónicas, y fuertes generalmente esculpidas, presentando un largo canal sifonal. Son representantes de la superfamilia: Murex, Chicoreus, Púrpura, Thais, Buccibun, Neptunea, Melongena, Busycon, Fasciolaria, Nassarus, Oliva, Voluta, Mitras, Marginella y Vassum.
- Superfamilia Conacea: Constituida por caracoles depredadores que poseen glándulas venenosa y una rádula muy modificada (toxoglosa) o ausente. Son miembros genéricos de la superfamilia: Conus, Turris y Terebra.
- Superfamilia Buccinoicea:
- Superfamilia Cancellarioicea:
- Superfamilia Olivoidea:
- Superfamilia Pseudolivoidea:

#### Clasificación de Orden Neogastropoda

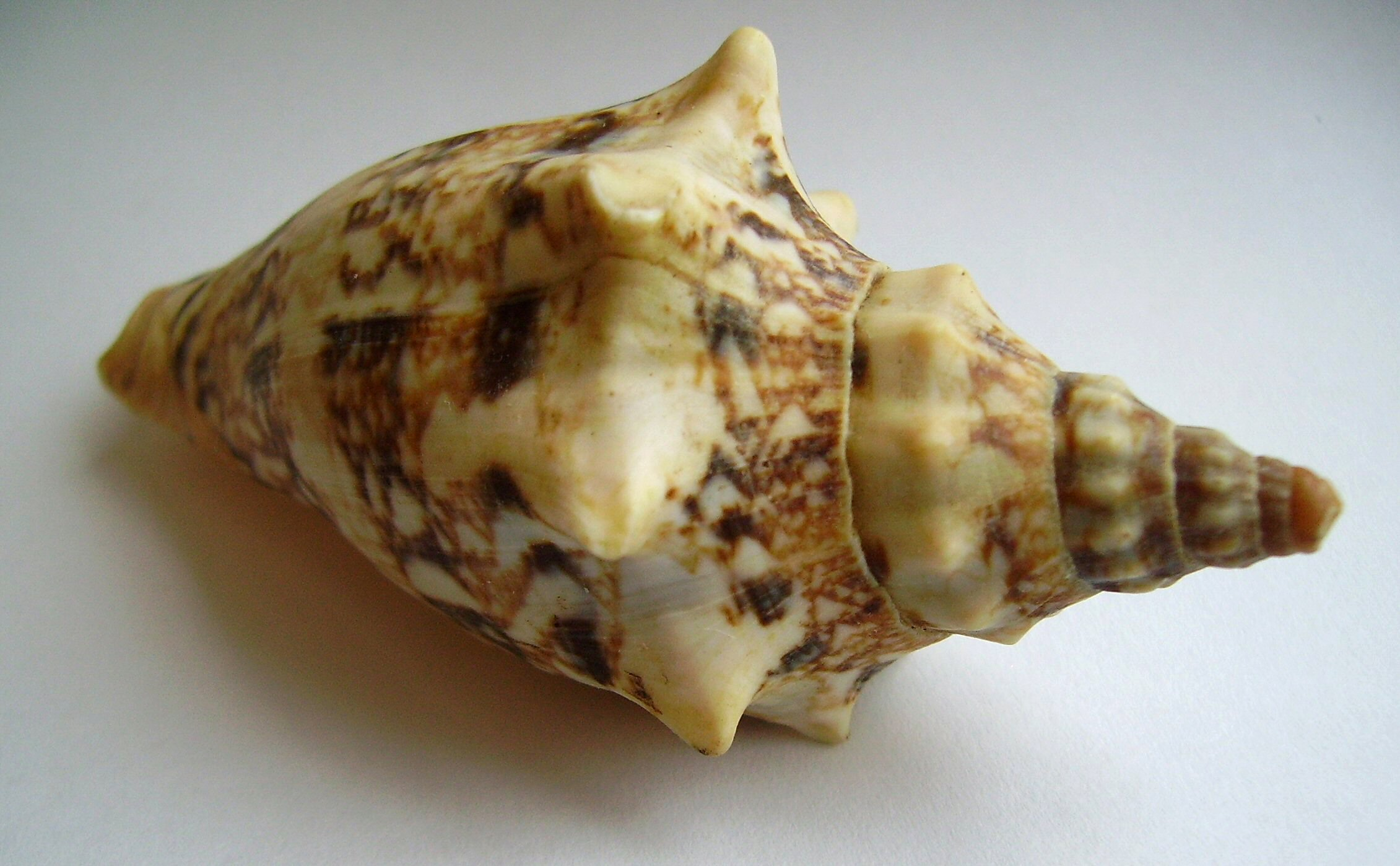
Alcithoe swainsoni

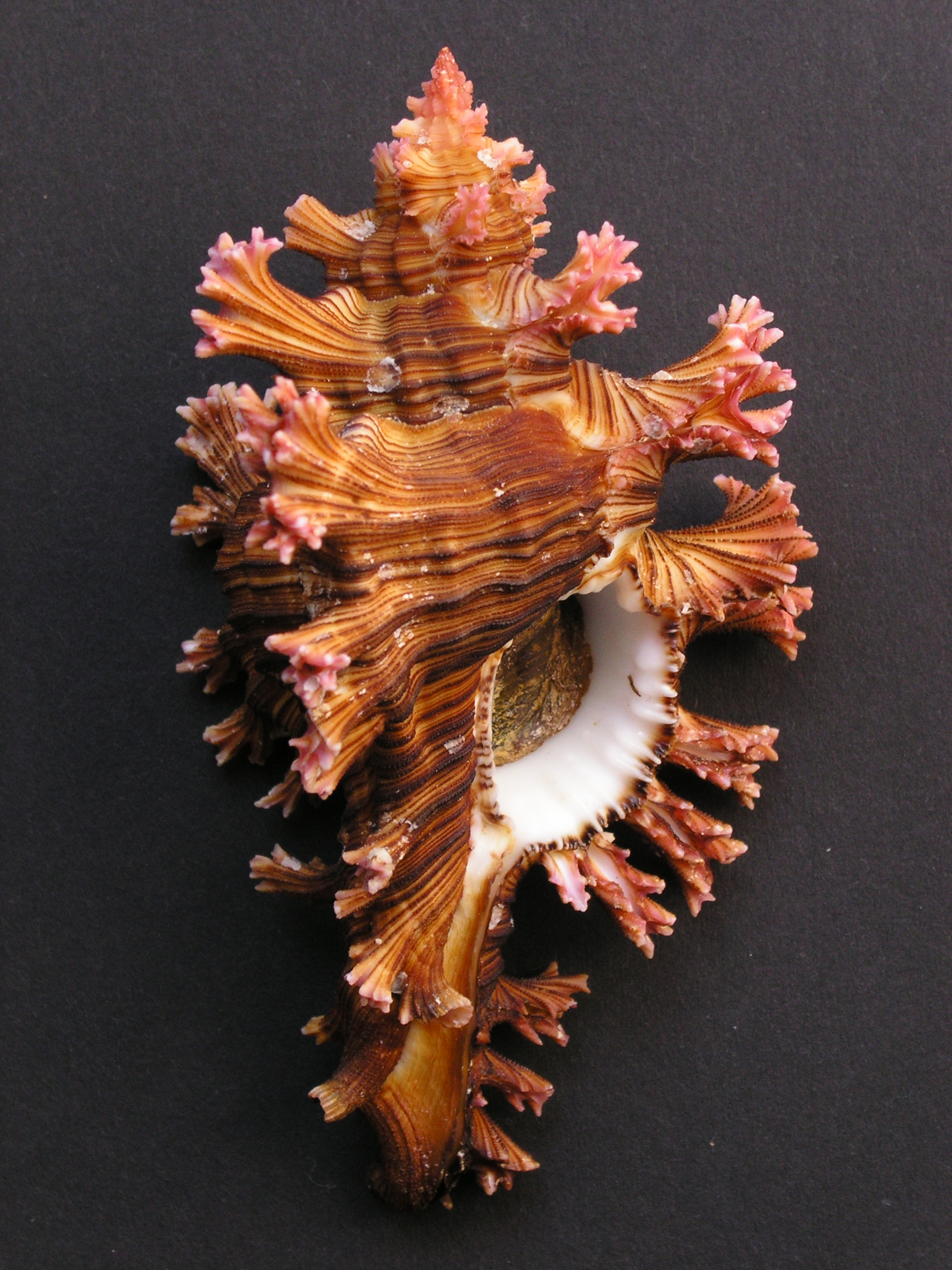
Chicoreus palmarosae

Clase Gastropoda
Subclase Prosobranchia
Orden Neogastropoda
Superfamilia Muricacea
Familia Muricidae
Familia Coralliophilidae
Familia Columbariidae
Familia Buccinidae
Familia Columbellidae
Familia Nassariidae
Familia Melongenidae
Familia Fasciolariidae
Familia Columbrariidae
Familia Volutidae
Familia Olividae
Familia Harpidae
Familia Vasidae
Familia Marginellidae
Familia Mitridae
Familia Volutomitridae
Familia Vexillidae
Superfamilia Cancellariacea
Familia Cancellariidae
Superfamilia Conacea
Familia Conidae
Familia Turridae
Familia Terebridae

## Registro fósil

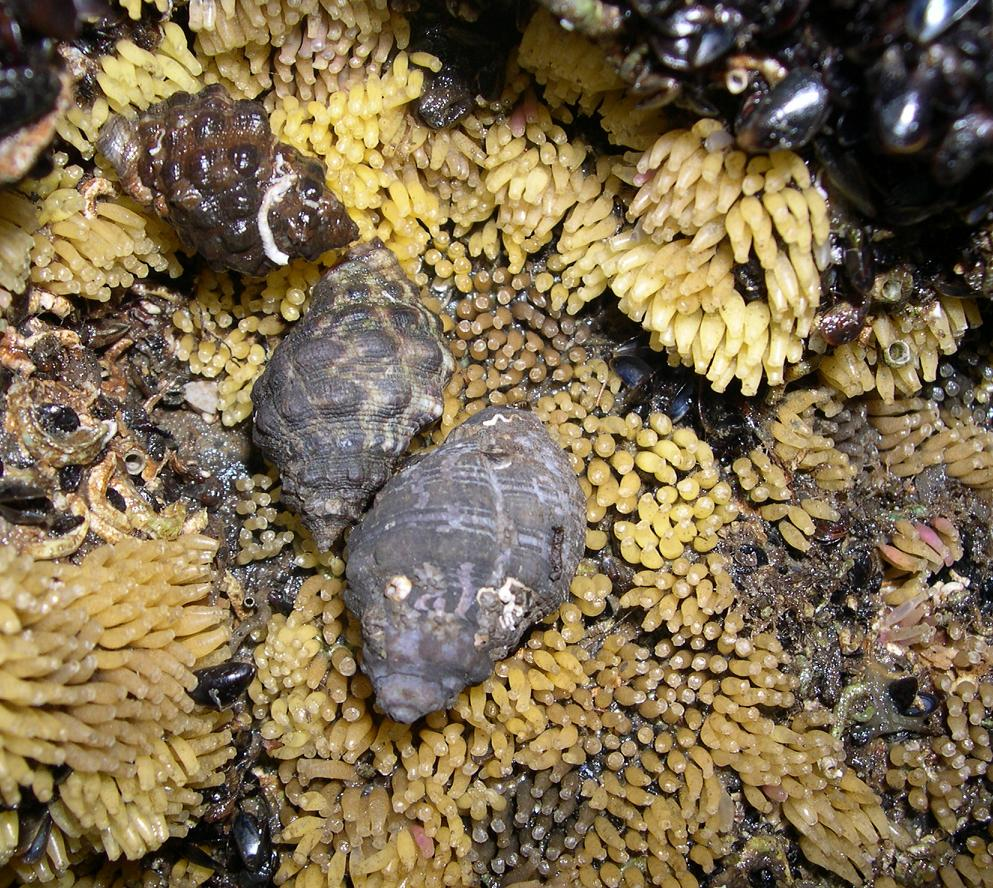
Thais clavigera

La biocronología del orden Neogastropoda se manifiesta en el registro fósil desde el Ordovícico hasta la actualidad.

## Referencias

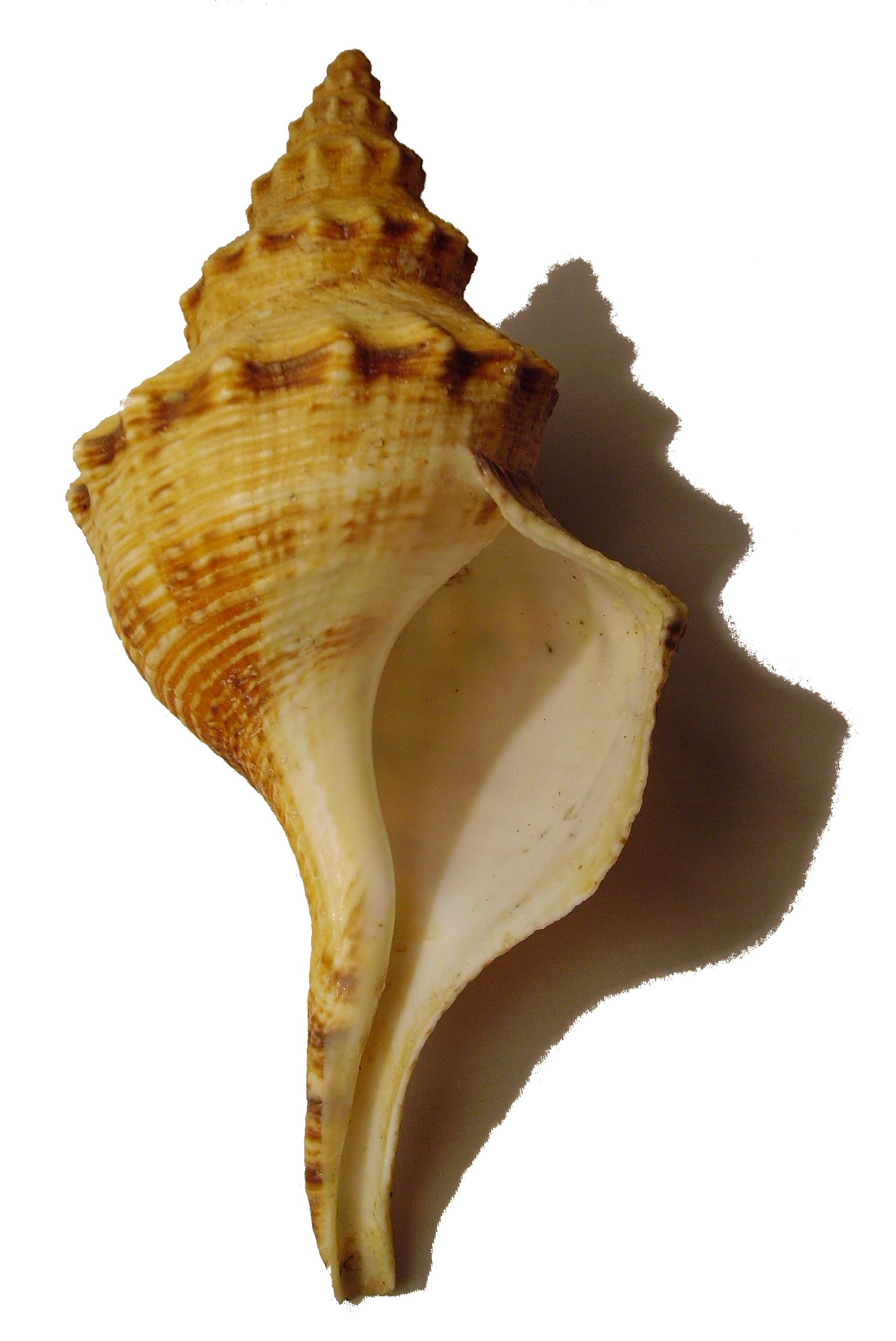
Penion cuvieranus cuvieranus

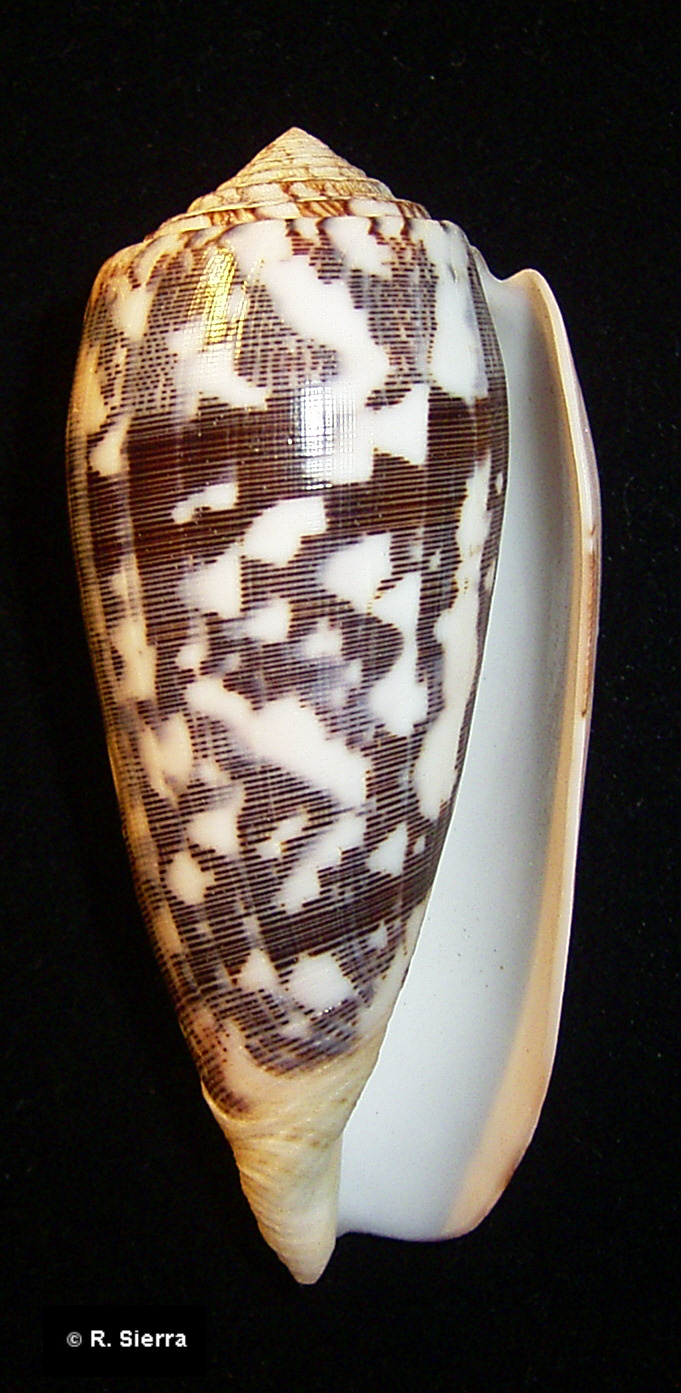
Conus striatus